# Sinagoga din Gherla
Sinagoga din Gherla, situată în Gherla, județul Cluj, este o sinagogă care a fost construită în anul 1903.

## Istoric
Orașul modern Gherla a fost întemeiat de comunitatea armeană în 1700 în urma unei scrisori de privilegii obținută de la Viena, cu consimtământul împăratului Leopold I. La început evreii au avut permisiune să locuiască doar în satele din împrejurimile orașului. Unul dintre aceste sate, Iclodul, avea o populație evreiască numeroasă, încă din 1772 . Multi evrei din Iclod mergeau zilnic la Gherla pentru a face negoț sau diferite munci. Într-un document al Primăriei din Gherla, întocmit în 1811, se menționează prezența câtorva familii evreiești în cartierul Candia, unde țineau o cârciumă, însă prezența lor nu era agreată și se avea în vedere expulzarea lor. Evreii au primit dreptul de a locui la Gherla abia după Revoluția din 1848. Comunitatea s-a format în anii 1860 când restric iile de domiciliu au fost înlăturate. Comunitatea a crescut în mod treptat. În anii 1860 aveau un măcelar cașer, o sinagogă și o mikva (baie comunală rituală). Cimitirul a fost înființat în anii 1870; până atunci înmormântările având loc în cimitirul evreiesc din Iclod. Rabinul Ytzhak Yosef ha- Kohen a devenit oficial primul rabin șef al comunității evreiești din Gherla în 1880, fiind conducătorul spiritual, educator religios și chiar șohet (măcelar ritual) al comunității; sub îndrumarea sa au fost înființate mai multe instituții religioase. El a slujit aici până în 1920, când a murit. După moartea rabinului Ha-Kohen, conducerea vieții religioase din Gherla a fost preluată de ginerele lui, rabinul Avraham Shlomo Elias. După moartea acestuia, survenită în 1930, conducerea spirituală a comunității i-a revenit fiului său, Jacov Samuel Elias care a fost deportat cu restul populației evreiești, în mai 1944 și a murit în 1945 într-un lagăr de lângă Auschwitz. 
Evreii din Gherla se îndeletniceau cu negoțul sau cu diferite meserii; mai multe fabrici erau proprietăți evreiești. Cea mai mare era fabrica de spirt, înființată de Jakov Dov Feldmann, care angaja mulți muncitori evrei. La începutul secolului XX, Feldmann era președintele comunității evreilor. În 1903 în oraș funcționau mai multe case de rugăciuni. În 1903 a fost construită o sinagogă mare, cu o arhitectură elaborată, pentru a răspunde cerințelor unei populații evreiești în creștere. Viața religioasă a înflorit, în special datorită construirii sinagogii noi, sistemului îmbunătățit de educație evreiască și formării unei societăți care se întâlnea la sinagogă pentru a studia Talmudul. În această perioadă un număr de rabini s-au mutat în oraș, cel mai de seamă fiind rabinul hasidic Baruch Rubin. S-au înființat mai multe școli de studii religioase care funcționau în case particulare. În 1922 s-au pus bazele unei școli "Talmud Tora" mai mari, care găzduia și un cheider (o școală primară). S-au creat și alte instituții precum: Chevra Kadisha (societatea sacră care se ocupa de înmormântări), câteva organizații de binefacere, chiar și o casă de oaspeți pentru vizitatori mai săraci ai orașului. Pe malul râului Someș s-a construit o mikva modernă (baie comunală rituală), inaugurată în 1925. Potrivit recensământului din 1930, la Gherla trăiau 1037 de evrei. Președinții comunității dintre cele două războaie mondiale au fost Samuel Teleki, proprietar de terenuri și distilării, Simcha Klein, proprietar de pământ și Albert Fischer, proprietar de fabrică de mobilă. 
În această perioadă prosperă de viață evreiască, mișcarea sionistă care a luat amploare în toată Transilvania a atras adepți și în Gherla și a produs întâlniri și evenimente. Prima organizație sionistă din Gherla a fost înființată în 1919. Diverse grupuri sioniste de tineret, ca de pildă Aviva și Barissia, la fel ca și Betar, au fost înființate în anii 1920. Femeile sioniste se adunau la WIZO (Organizația Internațională Sionistă a Femeiilor). Și organizația Agudath Israel, care nu era sionistă, avea o filială în Gherla. 
Evreii din Gherla fiind ortodocși și - la acea vreme - sionismul fiind respins de majoritatea evreilor tradiționali, comunitatea nu s-a dovedit receptivă față de mișcarea sionistă, unii fiindu-i ostili în mod deschis, astfel încât nu a câștigat adepți în masă și nici o viață culturală atât de vibrantă ca în alte orașe din Transilvania. Cu toate acestea câțiva sioniști au reușit să obțină posturi de conducere în comunitate. Funcția cea mai importantă a avut-o Albert Fischer care a devenit președintele comunității. 
Odată cu începutul celui de al Doilea Război Mondial și, în special, după alipirea Transilvaniei de Nord la Ungaria, prin arbitrajul din 28 August 1940, situația a luat o întorsătură dramatică . Guvernul ungar a adoptat o serie de legi anti- evreiești care excludeau evreii din învățământ și din funcțiile publice, iar mai apoi le restricționau drastic activitățile lucrative. 
Începând din 1942, Gherla a devenit un centru de recrutare pentru muncă forțată în armata ungară. În luna iunie, 424 de recruții evrei au fost repartizați în detașamente de muncă și trimiși pe frontul de est, în Ucraina, de unde majoritatea nu s-a întors. Cei care au supraviețuit s-au reîntors, fiind ulterior deportați în lagărul Dachau unde a pierit marea lor majoritate. În 1943 și 1944, alți evrei din Gherla au fost înrolați la muncă forțată, dar au fost trimiși în interiorul Ungariei unde mulți dintre ei au reușit să scape cu viață. De menționat sunt acțiunile lui Imre Reviczky, colonel în armata maghiară, comandantul detașamentului de muncă de la Baia Mare, care a dat dovadă de un comportament plin de compasiune față de evrei. A ordonat pedepsirea celor care îi băteau pe evreii din detașament, a îmbunătățit hrana acestora și a reușit chiar să salveze viața mai multor sute de evrei, riscându-și poziția militară și chiar viața. Yad Vashem i-a acordat titlul de Drept între Popoare. 
Ca urmare a ocupației germane din Ungaria, începută la 19 martie 1944, și evreii din Gherla au fost supuși soluției finale. Însemnați cu steaua galbenă și deposedați de toate bunurile, evreii au fost duși cu forța în ghetoul de la fabrica de cărămidă, în data de 3 mai 1944. În aceeași noapte și evreii care trăiau în satele din zona Gherla și Chiochiș au fost internați în același ghetou unde au fost înghesuiți 1600 de evrei. Ghetoizarea a fost executată sub comanda nemijlocită a primarului Lajos Tamási, a șefului poliției Ernő Berecki și a inspectorului șef al poliției, Andor Iványi. În data de 26 aprilie toți luaseră parte la o conferință secretă condusă de László Endre, secretar de stat la ministerul de interne. La 18 mai 1944 populația ghetoului din Gherla a fost încărcată în vagoane de vite și transferată în Ghetoul din Cluj. Au fost deportați cu toții la Auschwitz-Birkenau, cu transportul din 25 mai 1944. Majoritatea lor covârșitoare a fost ucisă în camerele de gazare sau a murit mai târziu din cauza condițiilor crâncene. 
O singură familie a fost scutită. Este vorba de invalidul din primul război mondial Hillel Pataki, soția sa și fiul necăsătorit. Ei au rămas în Gherla, dar aveau domiciliu forțat, nu puteau pleca din casă decât cu permisiune și erau obligați să poarte o banderolă albă pe braț. Familia Pataki a reușit să salveze majoritatea sulurilor sfinte de Torah. 
La sfârșitul războiului, în jur de 40 de evrei s-au reîntors la Gherla și au reînființat comunitatea. Un cămin și o cantină, care la început a fost susținută de American Jewish Joint Committee, a reușit să hrănească în fiecare zi refugiații aflați într-o stare jalnică. În 1945 supraviețuitorii au renovat sinagoga, care fusese folosită ca depozit pentru obiectele evreiești confiscate. Printre supraviețuitori se număra și Mozes Frischman, ginerele rabinului hasidic Rubin. El a devenit rabinul postbelic al comunității. Pe la 1947, în urma sosirii unor evrei refugiați din alte părți, la Gherla trăiau 210 evrei. 
După înființarea statului Israel, mulți au început să emigreze în noua patrie evreiască. În 1956 comunitatea avea 140 de membri, iar în 1966 numărul lor a scăzut la 21. În 1971 erau doar 4 familii evreiești în Gherla. Din 2002, în oraș trăiește doar un singur evreu religios, Zoltán Blum, supraviețuitor al Holocaustului, care căruia în 2015 i s-a conferit titlul de Cetățean de onoare al Gherlei. Zoltán Blum este invitat des de elevi și diferite organizații să vorbească despre experiența sa din vremurile Holocaustului. 
Începând din 2008 mulți dintre foștii locuitori evrei ai Gherlei, care acum trăiesc în Israel, Statele Unite, Canada și Australia, au încercat în mod activ să găsească soluții pentru a salva frumoasa sinagogă din Gherla care a fost neglijată timp de mai multe decenii. Au înființat o organizația denumită "Comunitatea Evreilor din Gherla" cu membrii în toată lumea. Președintele acestei organizații este Alexandru Sommer. Actualmente el asigură accesul în sinagogă și la cimitirul evreiesc din Gherla. În primăvara anului 2016 organizația a adunat fonduri suficiente pentru a ridica un Monument Memorial al Holocaustului în curtea sinagogii. Memorialul este dedicat celor 1600 de evrei care au fost deportați din Gherla, celor 1040 de victime identificate care și-au pierdut viața și acelor localnici curajoși care au salvat vieți evreiești. Printre aceștia putem enumera familia doctorului András Kultsár( Andor, Dénes și Judit), avocatul dr. Macovei, profesorul Joszef Telmann, ofițerul Racz Bela, Ion Roman, Kristóf Karcsi si Czecz Pista. 
Monumentul are și menirea de a atrage atenția asupra sorții sinagogii și să devină un catalizator pentru strângerea de fonduri în vederea renovării sinagogii din Gherla.